# Энрико Бурбон-Пармский
Энрико (Генрих) Бурбон-Пармский (13 июня 1873, Роршах — 16 ноября 1939, Лукка) — титулярный глава дома пармских Бурбонов и претендент на пармский престол в 1907—1939 годах. По причине слабоумия за него правил младший брат Элия Бурбон-Пармский.

## Жизнь
Энрико был сыном герцога Пармского Роберта I и его первой супруги Марии Пии Бурбон-Сицилийской. У него были трудности с обучением, и с 1907 года (со смерти отца) его брат Элия взял на себя роль главы семьи и служил регентом на протяжении титульного правления Энрико, а затем и его брата Джузеппе. Тем не менее, Энрико продолжал именоваться легитимистами как герцог Генрих Пармский.
Энрико умер в 1939 году в Пьяноре, недалеко от Лукки, Италия. Он никогда не был женат и не имел детей. Его преемником в качестве титульного претендента на Парму стал его брат Джузеппе.

## Награды
— кавалер Ордена Золотого руна